# Hugo Goldschmidt
Hugo Goldschmidt (* 19. September 1859 in Breslau; † 26. Dezember 1920 in Wiesbaden) war ein deutscher Musikwissenschaftler und lieferte grundlegende Arbeiten zur Geschichte der Vokalmusik.

## Leben
Goldschmidt war Gutsbesitzersohn, erwarb zunächst einen juristischen Doktorgrad, war 1893–1905 in Berlin Mitdirektor des Scharwenka-Konservatoriums und wurde 1918 Professor. Er war Schüler des Breslauer Universitätsmusikdirektors Julius Schäffer und selbst Baritonsänger. Er lebte später in Nizza und Wiesbaden.

## Hauptwerke
- Die italienische Gesangsmethode des 17. Jahrhunderts
- Studien zur italienischen Oper im 17. Jahrhundert, 2 Bde., 1901/1904
- Die Lehre von der vokalen Ornamentik, 1907
- Handbuch der deutschen Gesangspädagogik
- Wilhelm Heinse als Musikästhetiker, 1909
- Die Musikästhetik des 18. Jahrhunderts, 1915